# Arc venos plantar
Cele patru vene metatarsiene plantare se răsfiră în spațiile metatarsiene, comunică, prin vene perforante, cu venele pe dosulpiciorului și se unesc pentru a forma arcul venos plantar (arcul venos plantar profund) care este omonim arcului arterial plantar. 
Din arcul venos plantar profund, venele plantare mediale și laterale se întorc îndeaproape de arterele corespunzătoare și, după ce comunică cu venele mari și mici safene, se unesc în spatele maleolului medial pentru a forma venele tibiale posterioare.